# Yūta Watanabe
Yūta Watanabe (渡邊雄太?, Watanabe Yūta; Yokohama, 13 ottobre 1994) è un cestista giapponese, di ruolo ala piccola o ala grande.

## Biografia
È il figlio di Hideyuki Watanabe e Kumi Kubota, entrambi ex giocatori di basket, Yuta ha praticato anche lui la pallacanestro sotto l'influenza dei suoi genitori già all'età di 4 anni. Ha frequentato il liceo Jinsei Gakuen della prefettura di Kagawa, per due anni consecutivi, anche merito delle prestazioni di Watanabe, la sua squadra è arrivata al secondo posto nella Winter Cup nelle edizioni 2011 e 2012. Nel 2013 si trasferisce in Connecticut frequentando l'istituto scolastico St. Thomas More School. Nel 2019 conosce la modella e conduttrice Akiko Kuji, i due poi convolano a nozze.

## Caratteristiche tecniche
È un cestista che si presta in difesa, abile nelle stoppate e nei rimbalzi, gettandosi senza esitazione. Fin dai tempi delle scuole superiori ha dato sfoggio di un atletismo non comune in Giappone, abile nell'uso della schiacciata ma in attacco è competente anche come fornitore di assist. Al primo anno a Memphis era poco efficiente nei tiri oltre l'arco, ma negli anni successivi è migliorato velocemente.

## Carriera

### Università

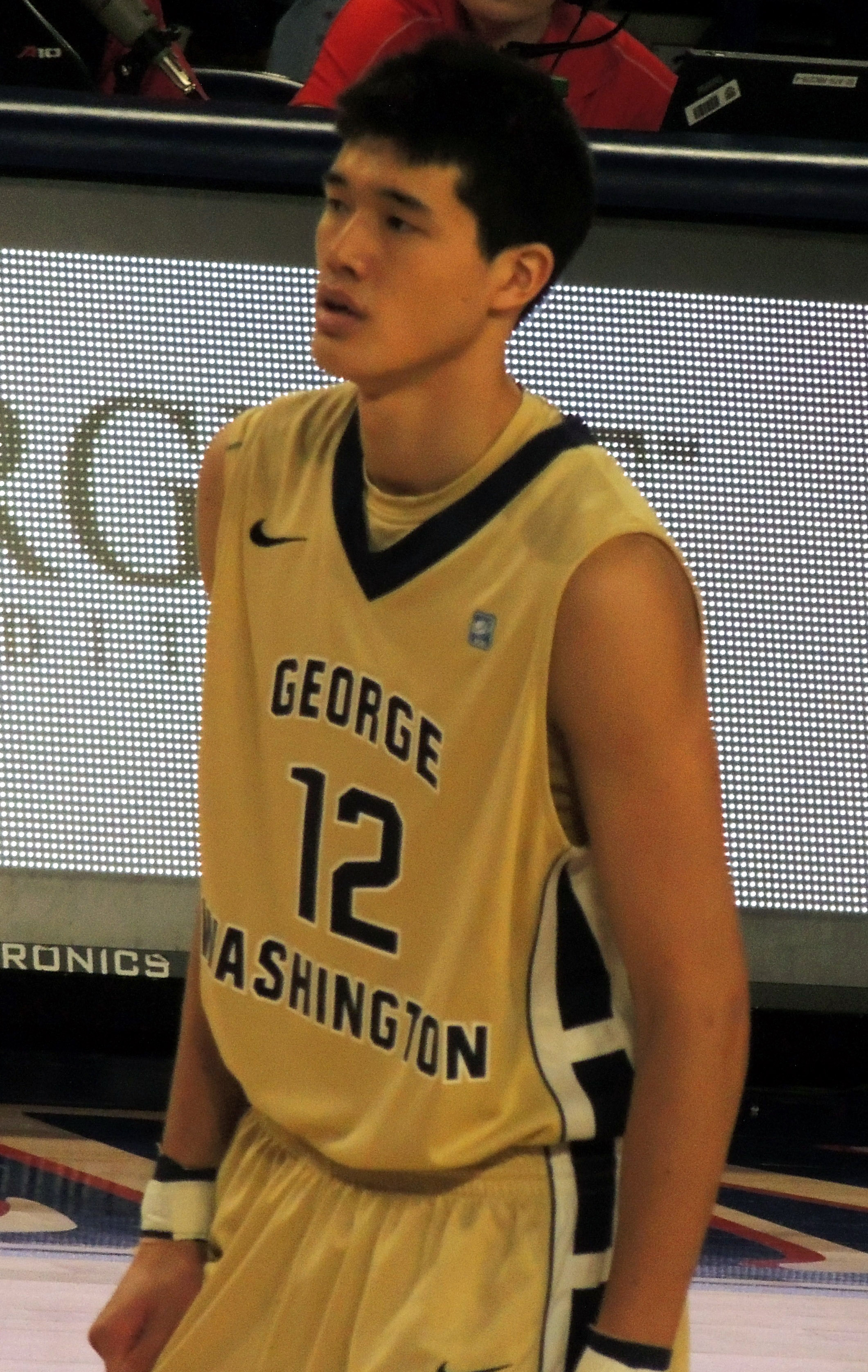
Watanabe nel 2015

Nel 2014 inizia a giocare nella NCAA entrando nell'università George Washington giocando nella squadra di basket dell'istituto, i Colonials, debutta il 14 novembre battendo per 92-40 i Grambling State mettendo a segno 8 punti. Dato che nell'ambiente del basket statunitense è molto raro vedere un giocatore giapponese protagonista di buone prestazioni, ciò ha portato Watanabe a diventare un personaggio molto popolare. Nel 2016 contribuisce ad aiutare i Colonials a vincere il NIT. Il 28 febbraio 2018 gioca la sua ultima partita con i Colonials sconfiggendo i Fordham Rams per 72-56, Watanabe durante la partita ha segnato 31 punti

### Professionismo

#### Memphis Grizzlies e Toronto Raptors

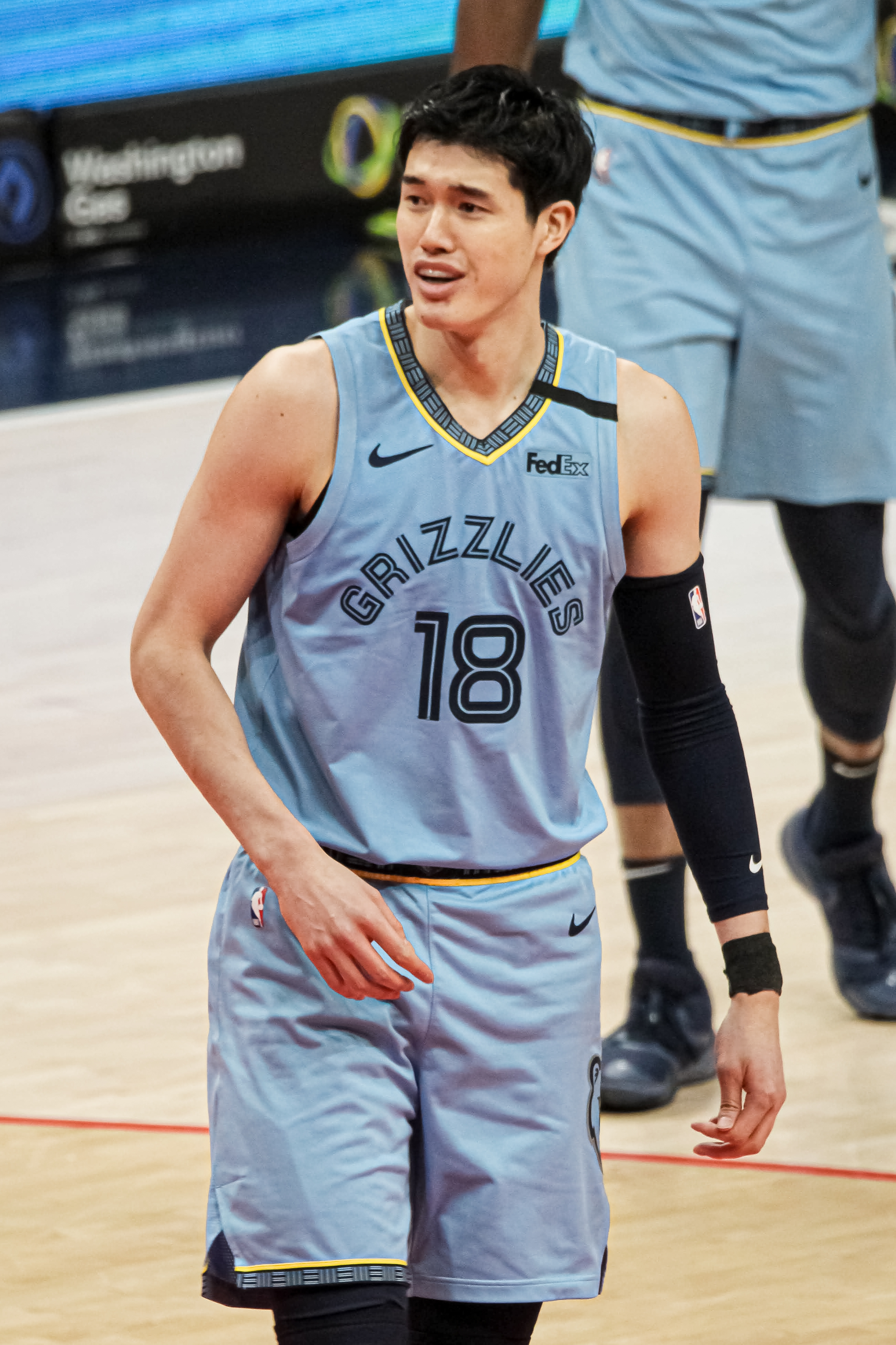
Watanabe ai Memphis Grizzlies nel 2020

Dopo aver giocato con i Brooklyn Nets nella NBA Summer League 2018 con una media di 9.2 punti, 4.2 rimbalzi e 1.6 stoppate, Watanabe firma un contratto con i Memphis Grizzlies giocando con loro ma anche con la squadra affiliata alla NBA G League, i Memphis Hustle. Debutta con i Grizzlies nella vittoria per 117-96 ai danni dei Phoenix Suns, tuttavia la maggior parte delle partite Watanabe le ha giocate con gli Hustle, segna 28 punti battendo gli Iowa Wolves per 130-127.
Il 27 novembre 2020 firma un contratto con i Toronto Raptors debuttando nella vittoria per 100-83 sui New York Knicks con 4 rimbalzi, e un assist. Il 10 aprile 2021 con 14 punti contribuisce a battere i Cleveland Cavaliers per 135-115. Segna invece 21 punti sconfiggendo per 113-102 gli Orlando Magic, due giorni dopo, il 18 aprile, segna 10 punti sconfiggendo gli Oklahoma City Thunder. Nella stagione 2021-2022 salta le prime diciotto partita per via di un infortunio. Nella vittoria per 124-101 contro i Sacramento Kings ottiene una doppia doppia con 12 punti e 11 rimbalzi.

#### Brooklyn Nets
Firma un contratto con i Brooklyn Nets il 28 agosto 2022, a inizio stagione le sue prestazioni sono state deludenti, ma col tempo riesce a migliorare ottenendo i favori dei tifosi, nella partita contro i Trail Blazers vince per 109-107 con un totale di 20 punti, si impongono per 127-115 contro i Grizzlies dove Watanabe segna 16 punti, invece nella vittoria contro i Toronto Raptors ne segna 17 con la partita che si conclude con un 119-116. Il 9 gennaio 2023 nella vittoria contro i Miami Heat segna solo 3 punti, tuttavia nei secondi finali cattura il rimbalzo fornendo l'assist decisivo al compagno Royce O'Neale il quale segna il canestro del definitivo 102-101.

#### Phoenix Suns, ritorno ai Memphis Grizzlies e successivo ritorno in lega Giapponese
Nell'estate del 2023 i Phoenix Suns annunciano la firma di Yuta Watanabe in quanto free agent.  Nell'8 febbraio 2024, Watanabe viene introdotto in uno scambio a tre squadre tra Nets, Suns e Grizzlies. Questo fu un ritorno Memphis Grizzlies, in quanto aveva militato in questa squadra che lo draftò nel 2018.
Alla fine della stagione regolare del 2024, Watanabe decide di non accettare la player option per le future stagioni e ha espresso la sua volontà di ritornare in Giappone, il suo paese natale, e giocare qui professionalmente nella squadra Chiba Jets Funabashi.

### Nazionale

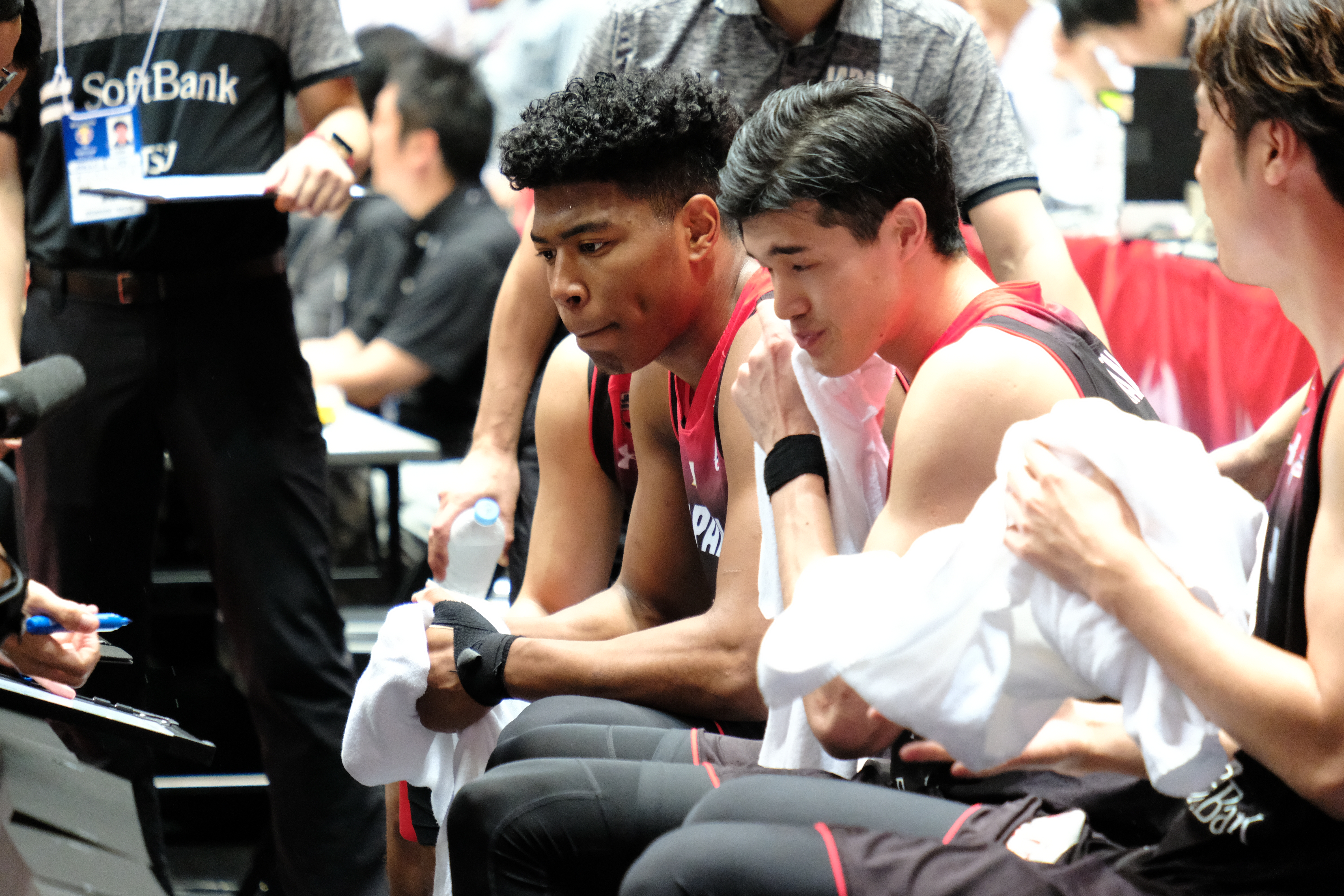
Yūta Watanabe con Rui Hachimura (a sinistra) durante una partita del Giappone del 2018

Ha esordito a soli 18 anni con il Giappone alla EABA Championship contribuendo ad aiutare la squadra a ottenere la terza posizione. Durante un'amichevole conquista un'inaspettata vittoria contro la Germania per 86-83, Watanabe riesce a mettere a segno 20 punti. Ha disputato i Campionati mondiali del 2019, il Giappone perde tutte le partite, Watanabe si è messo in mostra principalmente nella sconfitta per 80-65 contro il Montenegro, con 34 punti e 9 rimbalzi.
Il Giappone è automaticamente qualificato per le Olimpiadi 2020 in quanto nazione ospitante, durante le amichevoli di preparazione contribuisce con una storica vittoria per 81-75 contro la fortissima Francia dove Watanabe segna 18 punti. Durante le olimpiadi di Tokyo segna 19 punti perdendo per 77-88 contro la Spagna, 17 invece nella sconfitta per 116-81 contro la Slovenia.
Nell'edizione 2022 del Campionato asiatico segna 21 punti battendo per 100-68 il Kazakistan, purtroppo è costretto ad abbandonare il torneo dato che nella partita vinta contro le Filippine per 102-81 si è procurato un infortunio.
Viene convocato per il Mondiale 2023, valevole per la qualificazione ai Giochi di Parigi 2024, Watabane annuncia il ritiro dalla nazionale qualora mancasse l'obiettivo di qualificarsi alle olimpiadi.Durante una partita di allenamento vinta contro l'Angola per 75-65 Watanabe subisce un infortunio a meno di due settimane all'inizio del mondiale, nonostante non fosse al pieno delle sue forze Watanabe partecipa comunque alla competizione riuscendo nell'impresa di qualificarsi alle olimpiadi dato che il Giappone si posiziona come miglior squadra asiatica, nella partita contro la Finlandia che si conclude con un sussesso per 98-88 Watanabe contribuisce alla vittoria del Giappone con quattro punti e quattro assist vincenti, proprio lui con un basket count segna il definitivo canestro del +10, invece nella vittoria per 86-77 battendo il Venezuela segna 21 punti.

## Statistiche
| † | Denota una stagione in cui ha vinto il titolo |

### NCAA
| Anno       | Squadra            | PG  | PT  | MP   | TC%  | 3P%  | TL%  | RP  | AP  | PRP | SP  | PP   |
| ---------- | ------------------ | --- | --- | ---- | ---- | ---- | ---- | --- | --- | --- | --- | ---- |
| 2014-2015  | GW Revolutionaries | 35  | 10  | 22,5 | 38,4 | 34,8 | 83,1 | 3,5 | 0,6 | 0,4 | 0,6 | 7,4  |
| 2015-2016† | GW Revolutionaries | 38  | 37  | 27,7 | 42,2 | 30,6 | 70,7 | 4,0 | 1,4 | 0,6 | 1,1 | 8,4  |
| 2016-2017  | GW Revolutionaries | 28  | 27  | 35,1 | 44,4 | 31,4 | 81,7 | 4,8 | 2,5 | 1,1 | 1,1 | 12,2 |
| 2017-2018  | GW Revolutionaries | 33  | 33  | 36,6 | 43,7 | 36,4 | 80,7 | 6,1 | 1,6 | 0,8 | 1,6 | 16,6 |
| Carriera   | Carriera           | 134 | 107 | 30,1 | 42,5 | 33,7 | 78,8 | 4,5 | 1,5 | 0,7 | 1,1 | 10,9 |

#### Massimi in carriera
- Massimo di punti: 31 vs Fordham (28 febbraio 2018)[7]
- Massimo di rimbalzi: 13 vs Rider (20 novembre 2017)
- Massimo di assist: 6 (2 volte)
- Massimo di palle rubate: 5 vs Morgan State (29 novembre 2017)
- Massimo di stoppate: 7 vs Howard (10 novembre 2017)
- Massimo di minuti giocati: 40 (6 volte)

### NBA

#### Regular Season
| Anno      | Squadra           | PG  | PT | MP   | TC%  | 3P%  | TL%  | RP  | AP  | PRP | SP  | PP  |
| --------- | ----------------- | --- | -- | ---- | ---- | ---- | ---- | --- | --- | --- | --- | --- |
| 2018-2019 | Memphis Grizzlies | 15  | 0  | 11,6 | 29,4 | 12,5 | 70,0 | 2,1 | 0,5 | 0,3 | 0,1 | 2,6 |
| 2019-2020 | Memphis Grizzlies | 18  | 0  | 5,8  | 44,1 | 37,5 | 37,5 | 1,1 | 0,3 | 0,3 | 0,1 | 2,0 |
| 2020-2021 | Toronto Raptors   | 50  | 4  | 14,5 | 43,9 | 40,0 | 82,8 | 3,2 | 0,8 | 0,5 | 0,4 | 4,4 |
| 2021-2022 | Toronto Raptors   | 38  | 4  | 11,7 | 40,6 | 34,2 | 60,0 | 2,4 | 0,6 | 0,3 | 0,4 | 4,3 |
| 2022-2023 | Brooklyn Nets     | 58  | 1  | 16,0 | 49,1 | 44,4 | 72,3 | 2,4 | 0,8 | 0,4 | 0,3 | 5,6 |
| 2023-2024 | Phoenix Suns      | 29  | 0  | 13,2 | 36,1 | 32,0 | 66,7 | 1,6 | 0,3 | 0,3 | 0,2 | 3,6 |
| 2023-2024 | Memphis Grizzlies | 5   | 0  | 16,4 | 31,6 | 10,0 | 0,0  | 1,8 | 1,0 | 0,6 | 0,0 | 2,6 |
| Carriera  | Carriera          | 213 | 9  | 13,3 | 42,6 | 37,0 | 67,5 | 2,3 | 0,6 | 0,4 | 0,3 | 4,2 |

#### Play-off
| Anno     | Squadra         | PG | PT | MP  | TC%  | 3P%  | TL% | RP  | AP  | PRP | SP  | PP  |
| -------- | --------------- | -- | -- | --- | ---- | ---- | --- | --- | --- | --- | --- | --- |
| 2022     | Toronto Raptors | 4  | 0  | 2,5 | 33,0 | 0,0  | -   | 0,0 | 0,0 | 0,0 | 0,0 | 1,0 |
| 2023     | Brooklyn Nets   | 1  | 0  | 5,0 | 50,0 | 50,0 | 0,0 | 1,0 | 0,0 | 0,0 | 0,0 | 3,0 |
| Carriera | Carriera        | 5  | 0  | 3,0 | 37,5 | 33,3 | 0,0 | 0,2 | 0,0 | 0,0 | 0,0 | 1,4 |

#### Massimi in carriera
- Massimo di punti: 26 vs Cleveland Cavaliers (26 dicembre 2021)[8]
- Massimo di rimbalzi: 13 vs Cleveland Cavaliers (26 dicembre 2021)
- Massimo di assist: 4 vs Oklahoma City Thunder (18 aprile 2021)
- Massimo di palle rubate: 5 vs Charlotte Hornets (31 dicembre 2022)
- Massimo di stoppate: 3 (2 volte)
- Massimo di minuti giocati: 37 vs Cleveland Cavaliers (26 dicembre 2021)

### G League
| Anno      | Squadra        | PG | PT | MP   | TC%  | 3P%  | TL%  | RP   | AP  | PRP | SP  | PP   |
| --------- | -------------- | -- | -- | ---- | ---- | ---- | ---- | ---- | --- | --- | --- | ---- |
| 2018-2019 | Memphis Hustle | 33 | 32 | 33,9 | 43,4 | 33,3 | 82,7 | 7,3  | 2,8 | 0,9 | 1,2 | 14,1 |
| 2019-2020 | Memphis Hustle | 22 | 22 | 32,7 | 54,2 | 36,4 | 81,6 | 5,7  | 2,2 | 0,9 | 1,0 | 17,2 |
| 2021-2022 | Raptors 905    | 1  | 1  | 40,0 | 44,4 | 40,0 | 100  | 10,0 | 0,0 | 0,0 | 4,0 | 24,0 |
| Carriera  | Carriera       | 56 | 55 | 33,5 | 47,8 | 34,8 | 82,7 | 6,7  | 2,5 | 0,9 | 1,1 | 15,5 |

## Palmarès
- Campione NIT (2016)